# Otto Schniewind
Otto Schniewind (* 15. August 1887 in Köln; † 26. Februar 1970 in Starnberg) war ein deutscher Beamter, Ministerialdirektor im Reichsministerium für Wirtschaft und Direktor der Kreditanstalt für Wiederaufbau nach dem Zweiten Weltkrieg.

## Leben
Nach Beendigung des Studiums der Rechtswissenschaften arbeitete Schniewind ab 1913 als Gerichtsassessor. Nach Ende des Ersten Weltkriegs begann er seine Tätigkeit im Reichsschatzamt, wechselte 1922 in die Wirtschaft.
Bereits 1925 war er Beamter im Handelsministerium, 1927 Ministerialrat. Zwischen 1928 und 1931 fungierte Schniewind als Finanzberater der persischen Regierung; 1933 stieg er zum Reichskommissar für das Bankgewerbe auf.
1935 zum Ministerialdirektor ernannt, arbeitete er ab Juni 1937 als Reichsbankdirektor.
Da er gegen die Finanzierung der militärischen Rüstung war, und diese Meinung auch öffentlich vertrat, schied er 1938 aus dem Staatsdienst aus und wurde Privatbankier. Von 1939 bis 1945 war Schniewind persönlich haftender Gesellschafter der ehemals jüdischen Privatbank H. Aufhäuser (Seiler & Co.) in München.
Schniewind fungierte als Verbindungsmann zwischen der bayerisch-bürgerlichen Widerstandsgruppe um Franz Sperr und dem Zentrum des zivilen Widerstands gegen Hitler in Berlin. Er war in der geplanten Regierung Goerdeler zeitweise als Finanz- bzw. Wirtschaftsminister vorgesehen und wurde daher kurz nach dem Attentat auf Hitler vom 20. Juli 1944 verhaftet, und im KZ Ravensbrück inhaftiert. Hier befreiten ihn 1945 die US-Amerikaner. Dass Schniewind überlebte, ist sicherlich dem Umstand zu verdanken, dass der ehemalige Mitinhaber des Bankhauses H. Aufhäuser, Siegfried Aufhäuser, kurz vor der Emigration ihm sein Amt als schwedischer Generalkonsul übertrug und damit Schniewind eine gewisse diplomatische Immunität genoss.
Schniewind war Mitbegründer der Kreditanstalt für Wiederaufbau, die den Marshall-Plan umzusetzen hatte. Im April 1948 ernannten ihn die Alliierten zum Chef der Behörde, deren Präsident er bis 1958 war. Von 1952 bis 1958 war Schniewind Vorsitzender des Aufsichtsrats der Bankverein Westdeutschland/Commerzbank-Bankverein AG und von 1958 bis 1961 beim Nachfolge-Institut Commerzbank.

## Auszeichnungen
- 1952: Großes Verdienstkreuz der Bundesrepublik Deutschland